# Dobrá Voda u Hořic
Dobrá Voda u Hořic é uma comuna checa localizada na região de Hradec Králové, distrito de Jičín‎.